# Pacifico Monza
Pacifico Monza (ur. 26 stycznia 1845 w Vicenzy, zm. 18 grudnia 1917 w San Remo) – włoski duchowny katolicki, biskup, generał franciszkanów w latach 1911–1915.

## Życiorys
Urodził się 26 stycznia 1845 w Vicenzy. Po wstąpieniu do franciszkanów i odbyciu studiów filozoficzno-teologicznych został wyświęcony na kapłana w 1868. Pracował jako formator w Kolegium Misyjnym w Barbarano. W 1883 roku został wybrany definitorem w swojej prowincji, w 1889 prowincjałem. Od 1895 roku był prokuratorem zakonu. Papież Leon XI mianował go administratorem apostolskim w Skopje, ale ze względu na problemy zdrowotne musiał wrócić do macierzystej prowincji zaledwie po kilku miesiącach pobytu wśród Albańczyków. Papież Pius X mianował go 23 października 1911 ministrem generalnym. Jako generał przyczynił się do reformy studiów i rozwoju rzymskiego Antonianum. Nominowany biskupem tytularnym Troas (Troada) 20 sierpnia 1915, przyjął sakrę biskupią z rąk abpa Diomede Falconio 8 września 1915 roku. Współpracował przy kodyfikacji kodeksu prawa kanonicznego, mieszkając najpierw w klasztorze przy Kościele św. Antoniego z Padwy na Eskwilinie, następnie w Quaracchi, ostatecznie w San Remo. Zmarł 18 grudnia 1917 roku.